# Pseudautomeris salmonea
Pseudautomeris salmonea är en fjärilsart som beskrevs av Pieter Cramer 1777. Pseudautomeris salmonea ingår i släktet Pseudautomeris och familjen påfågelsspinnare. Inga underarter finns listade i Catalogue of Life.

## Bildgalleri

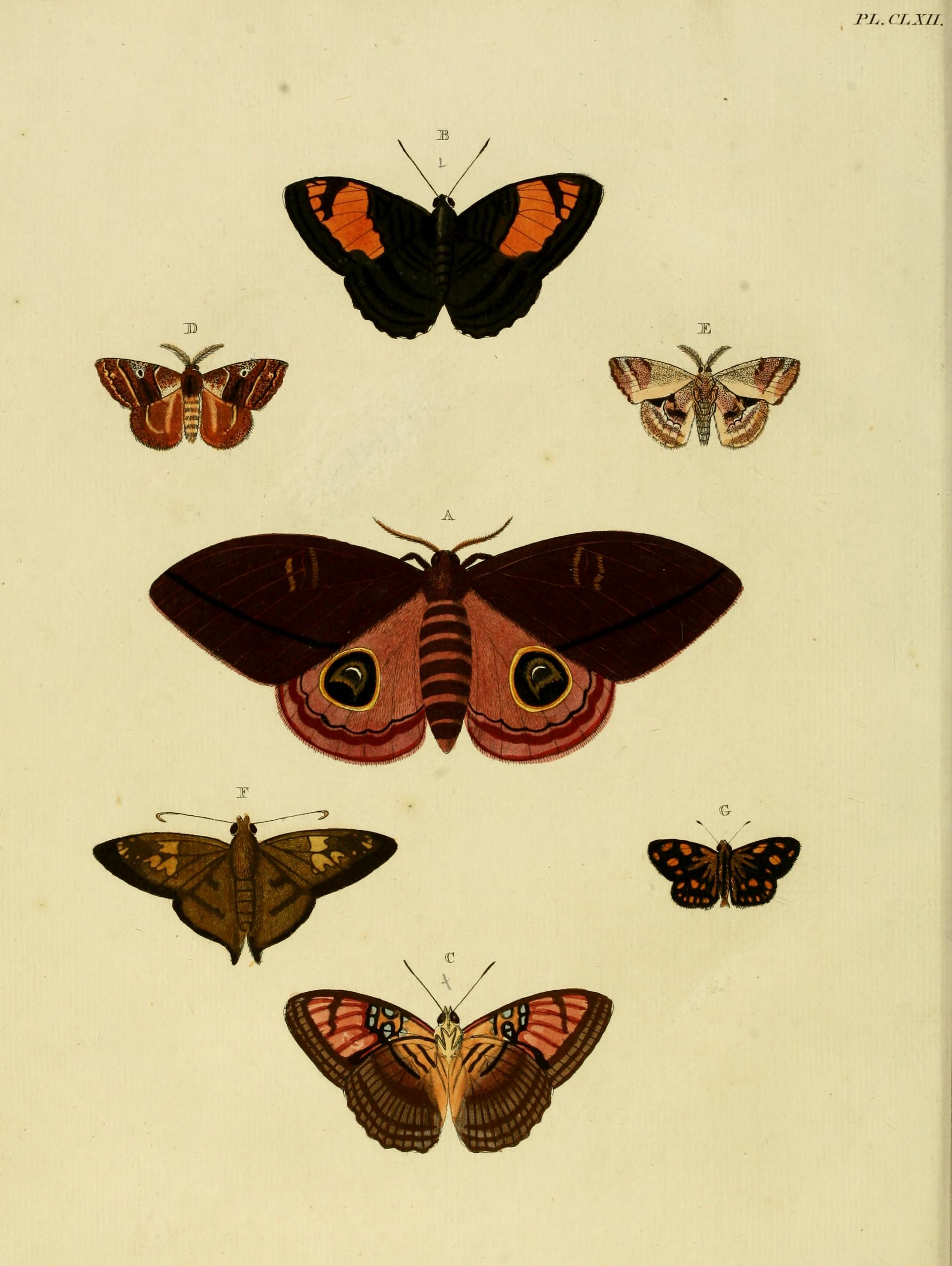
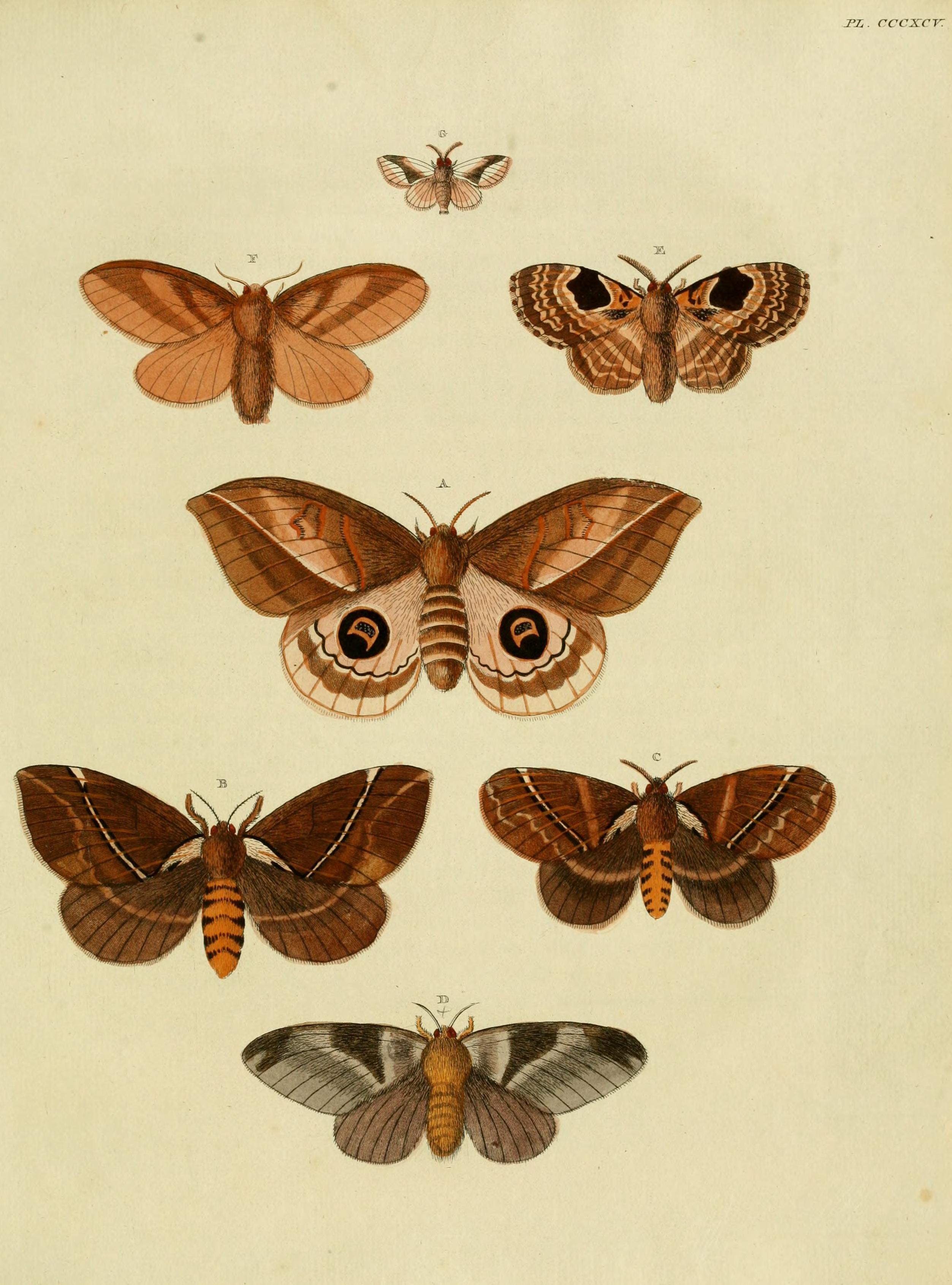
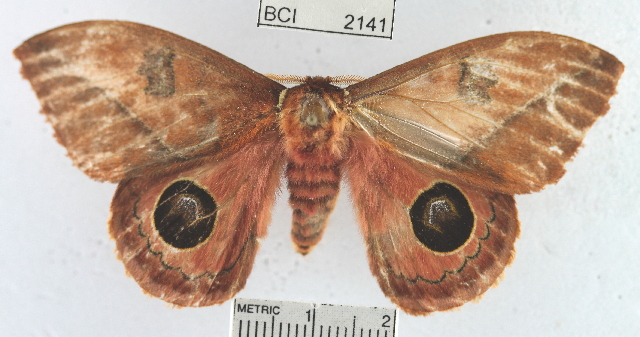